# Notre-Dame-de-Mésage
Notre-Dame-de-Mésage är en kommun i departementet Isère i regionen Auvergne-Rhône-Alpes i sydöstra Frankrike. Kommunen ligger i kantonen Vizille som tillhör arrondissementet Grenoble. År 2022 hade Notre-Dame-de-Mésage 1 117 invånare.

## Befolkningsutveckling
Antalet invånare i kommunen Notre-Dame-de-Mésage
Referens:INSEE